# オポレ県
オポレ県（Opole Voivodeship (ポーランド語: województwo opolskie [vɔjɛˈvut͡stfɔ ɔˈpɔlskʲɛ] ( 音声ファイル))）は、ポーランド南部の県である。県都はオポレ。チェコとの国境沿いに位置し、国内ではドルヌィ・シロンスク県、ヴィエルコポルスカ県、シロンスク県、ウッチ県と接している。面積は16県中最小である。

## 地理
歴史的にはドルヌィ・シロンスク県やシロンスク県とともにシロンスク地方を形成していた。県域の大半はシロンスク低地に位置し、西部はシロンスク高地と接している。オドラ川が県中部を流れている。オポレ県はポーランドの県の中で面積、人口で最小クラスである。オポレ県は前16県の中でもっともドイツ系住民の割合が高く、ドイツからウクライナへの流通はオポレ県を通過することが多い。またこの地域にはポーランドの主要都市およびフランクフルトやミュンヘン、ブダペスト、キエフ、そしてバルト海沿岸地域を結ぶ鉄道が走っている。

## 経済
オポレ県は土壌や気候が農業に適していてポーランドでも生産力が高い地域で、農業が盛んに行われている。石灰が多くあることからセメント産業も盛んで、ほかには自動車製造、家具製造、化学産業なども主要な産業である。中小規模の企業が比較的多い。

## 地域区分

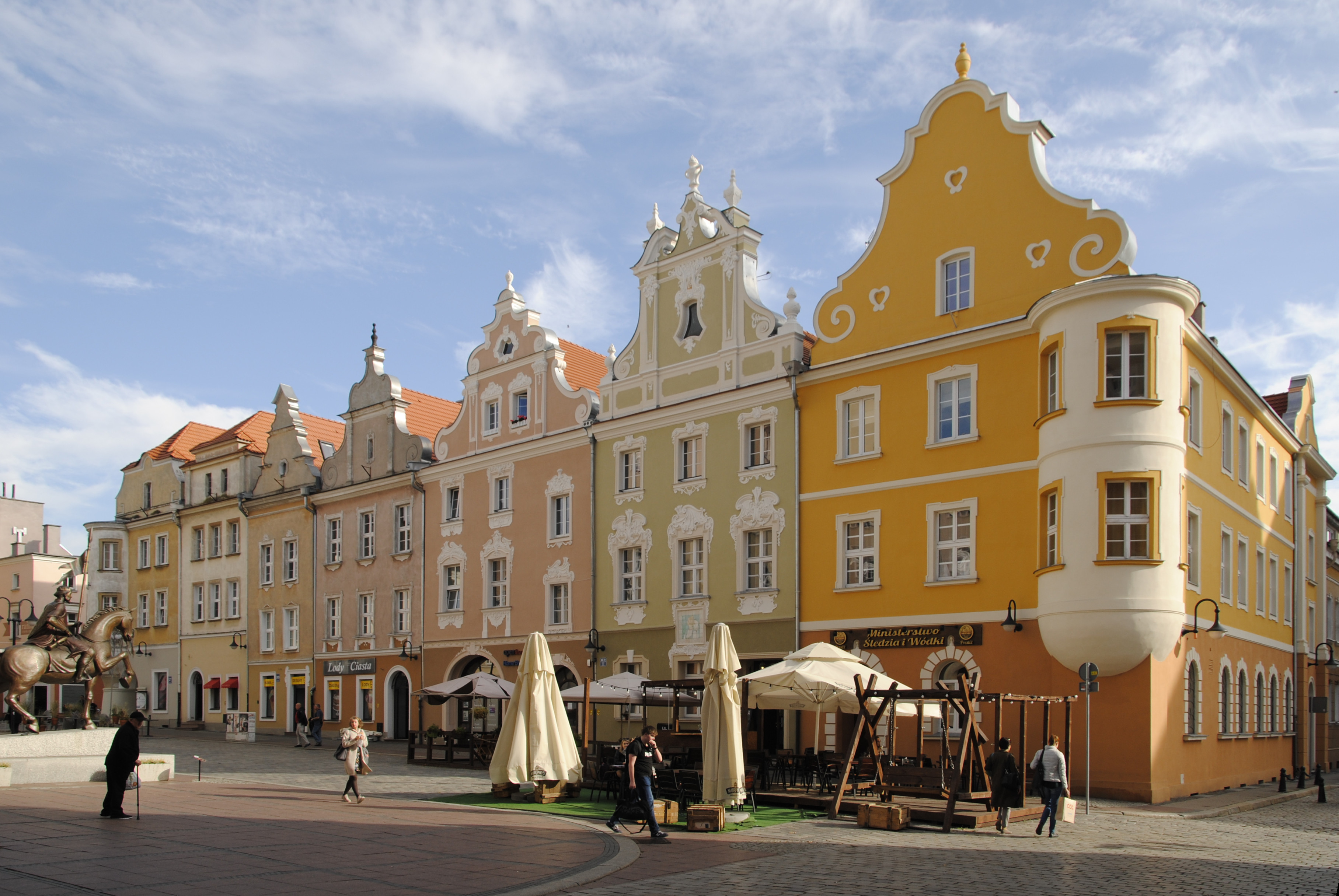
オポレ

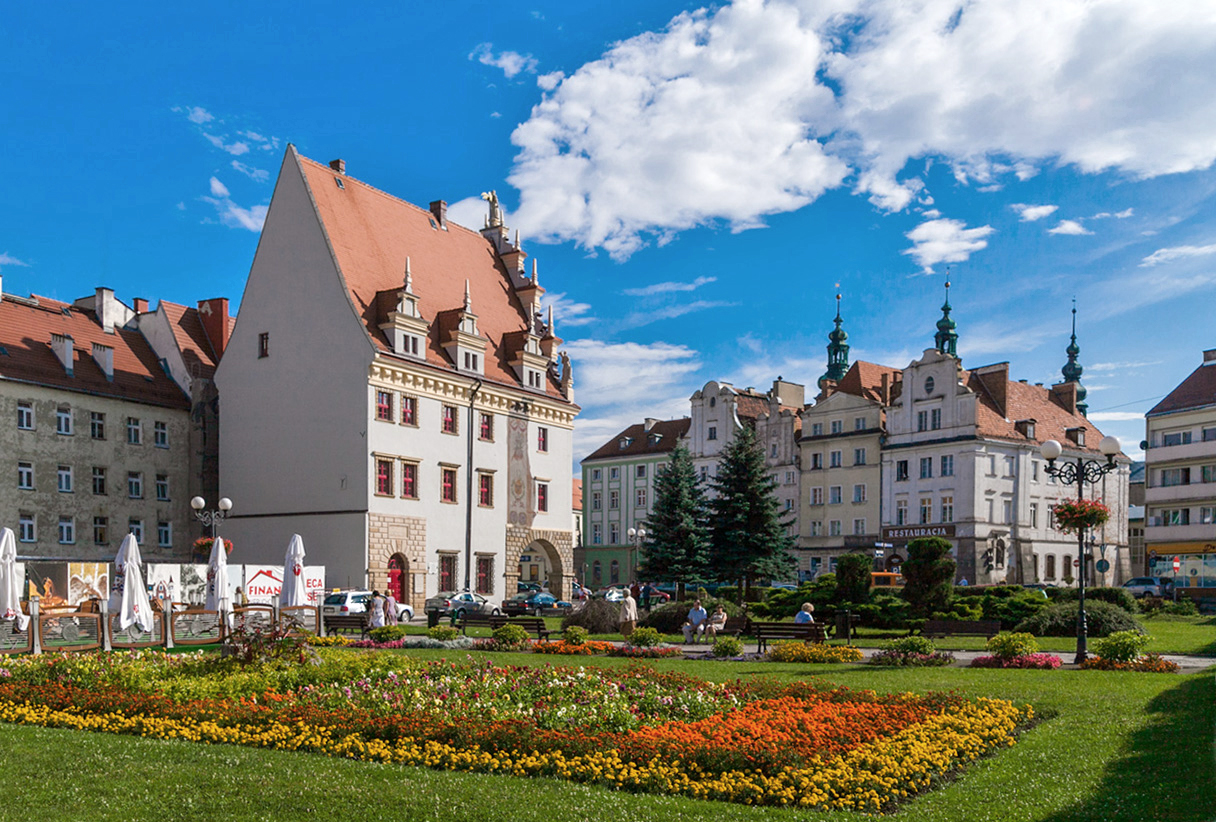
ニサ

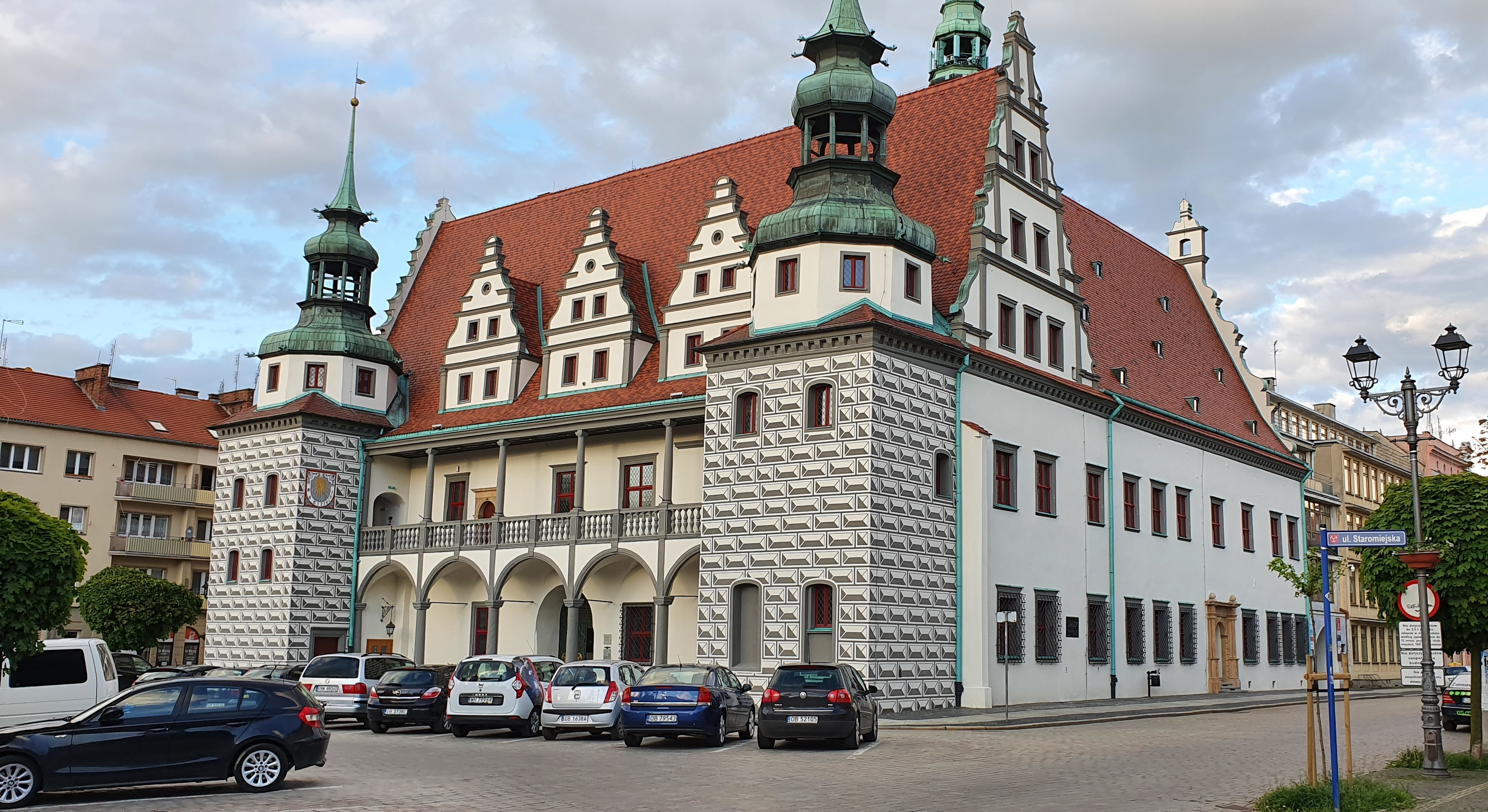
ブジェク

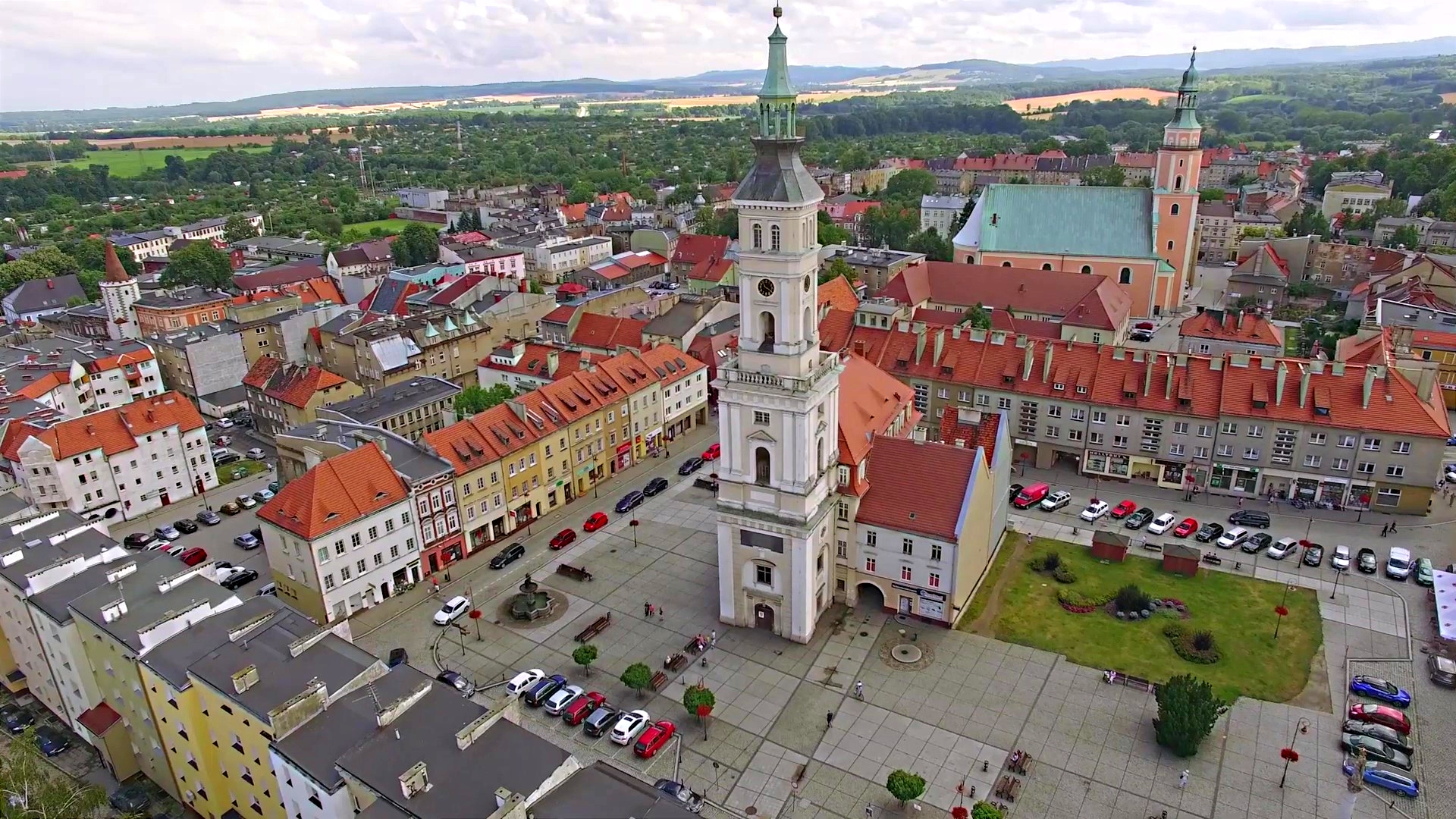
プルドニク

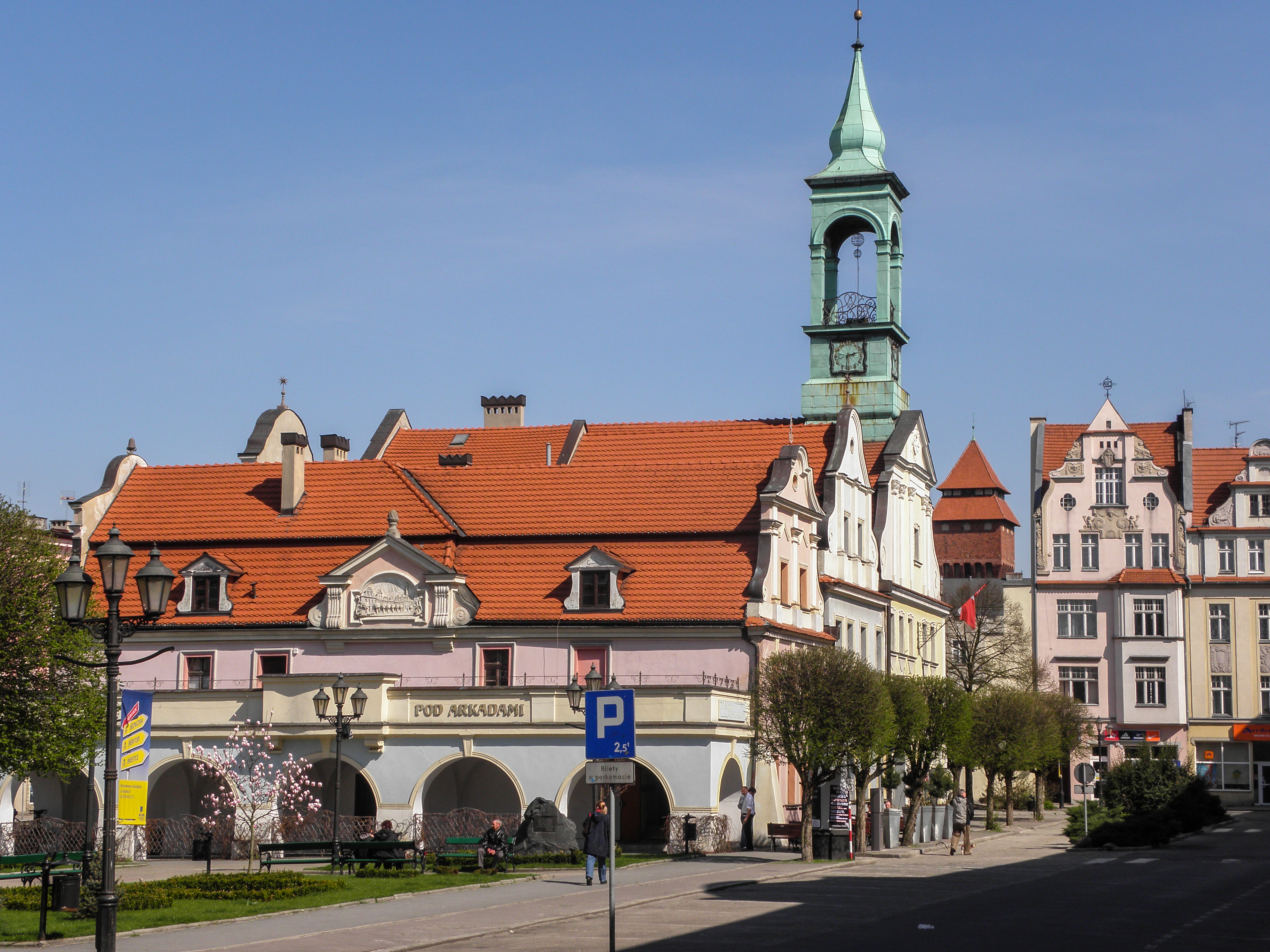
クルチュボルク

- 市

1. オポレ (128,208人)
2. ケンジェジン＝コジレ (60,852人)

- 郡（波: powiat）
  - ブジェク郡（ポーランド語版）
  - グープチツェ郡（ポーランド語版）
  - ケンジェジン＝コジレ郡（ポーランド語版）
  - クルチュボルク郡（ポーランド語版）
  - クラプコヴィツェ郡（ポーランド語版）
  - ナミスーフ郡（ポーランド語版）
  - ニサ郡（ポーランド語版）
  - オレスノ郡（ポーランド語版）
  - オポレ郡（ポーランド語版）
  - プルドニク郡（ポーランド語版）
  - ストシェルツェ・オポルスキェ郡（ポーランド語版）

## 観光地

### オポレ（Opole）
オポレ県の県都。1668年にポーランド領からオーストリア領となり、1816年よりプロイセン王国領。その後ドイツ帝国領を経て、第二次世界大戦後にポーランド領。ドイツ語を母語とする住民がいる。中央を運河が流れる旧市街が美しく、この地方の村の建物に関する博物館もある。毎年夏に開催される音楽の祭典（Krajowy Festiwal Piosenki Polskiej w Opolu, KFPP）で有名。公式サイト（英語・ポーランド語・ドイツ語・フランス語）あり。

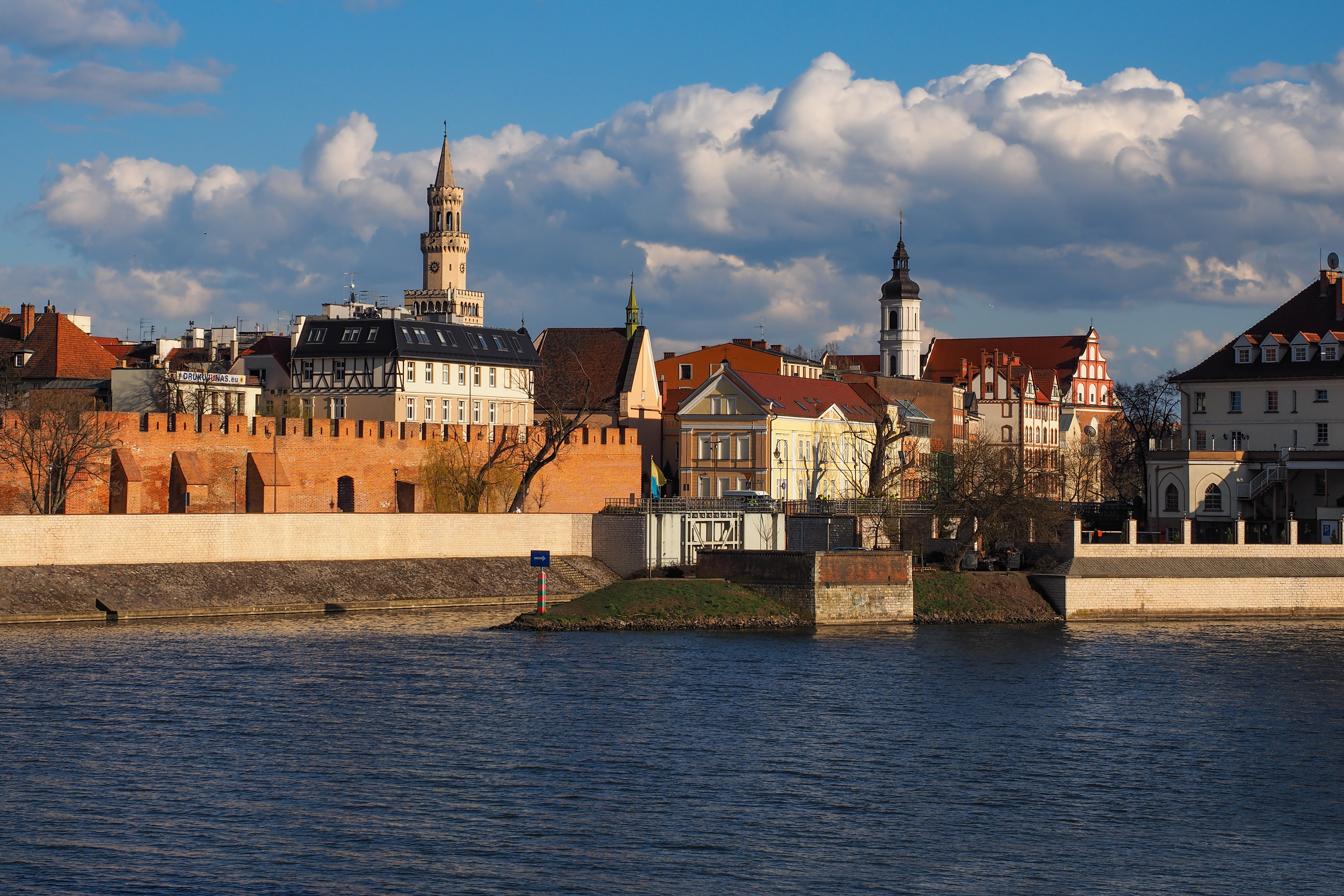
オポレ
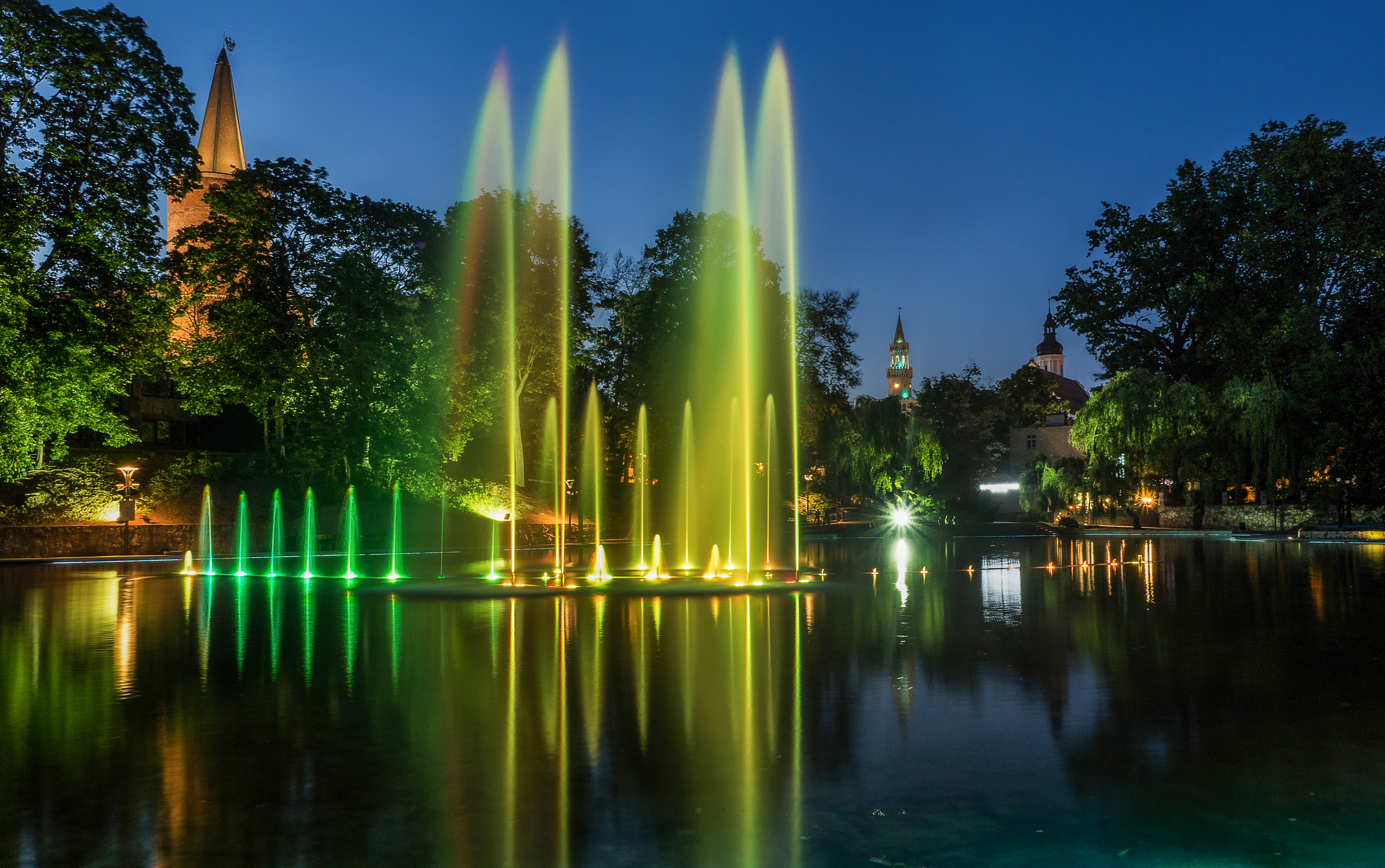
オポレ
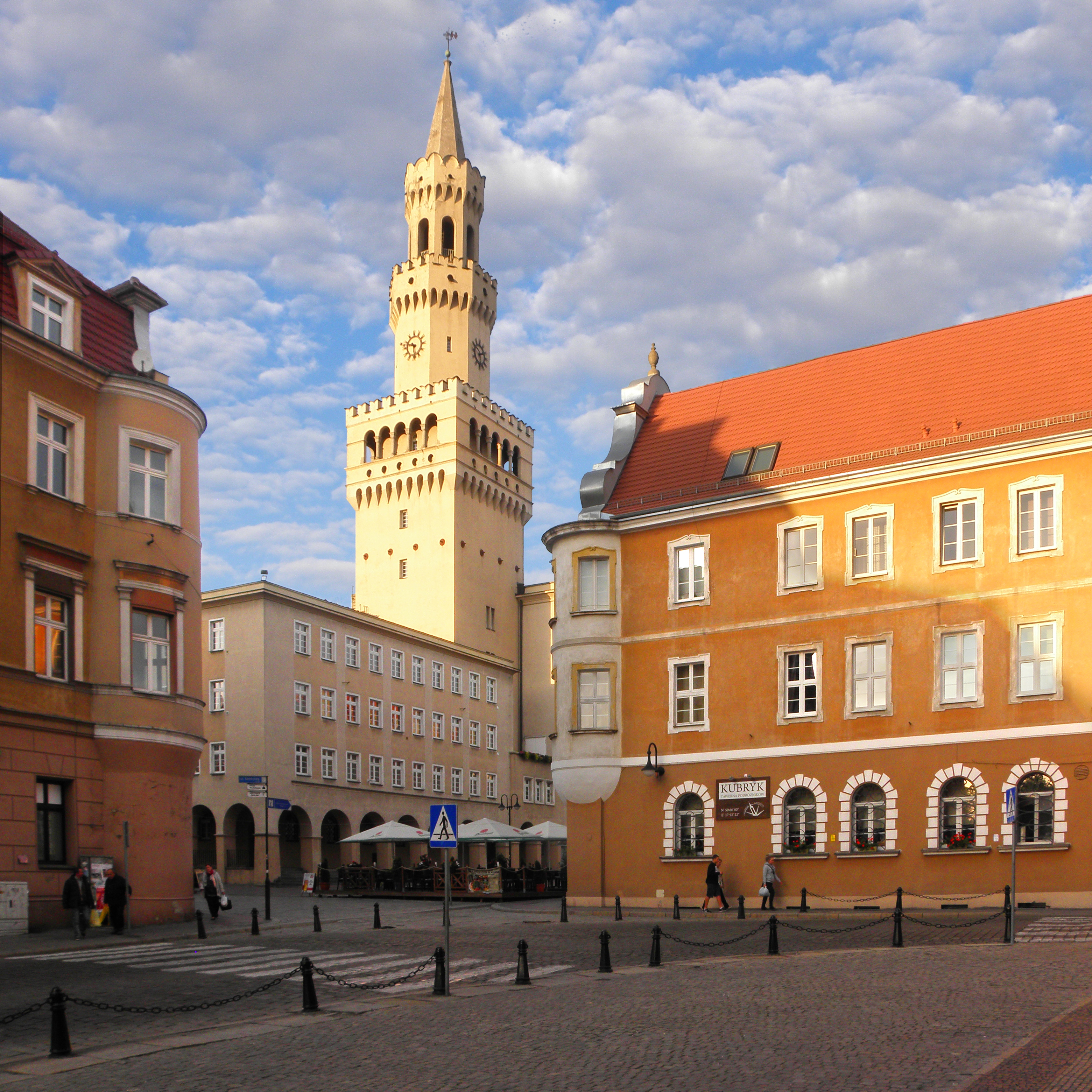
市庁舎
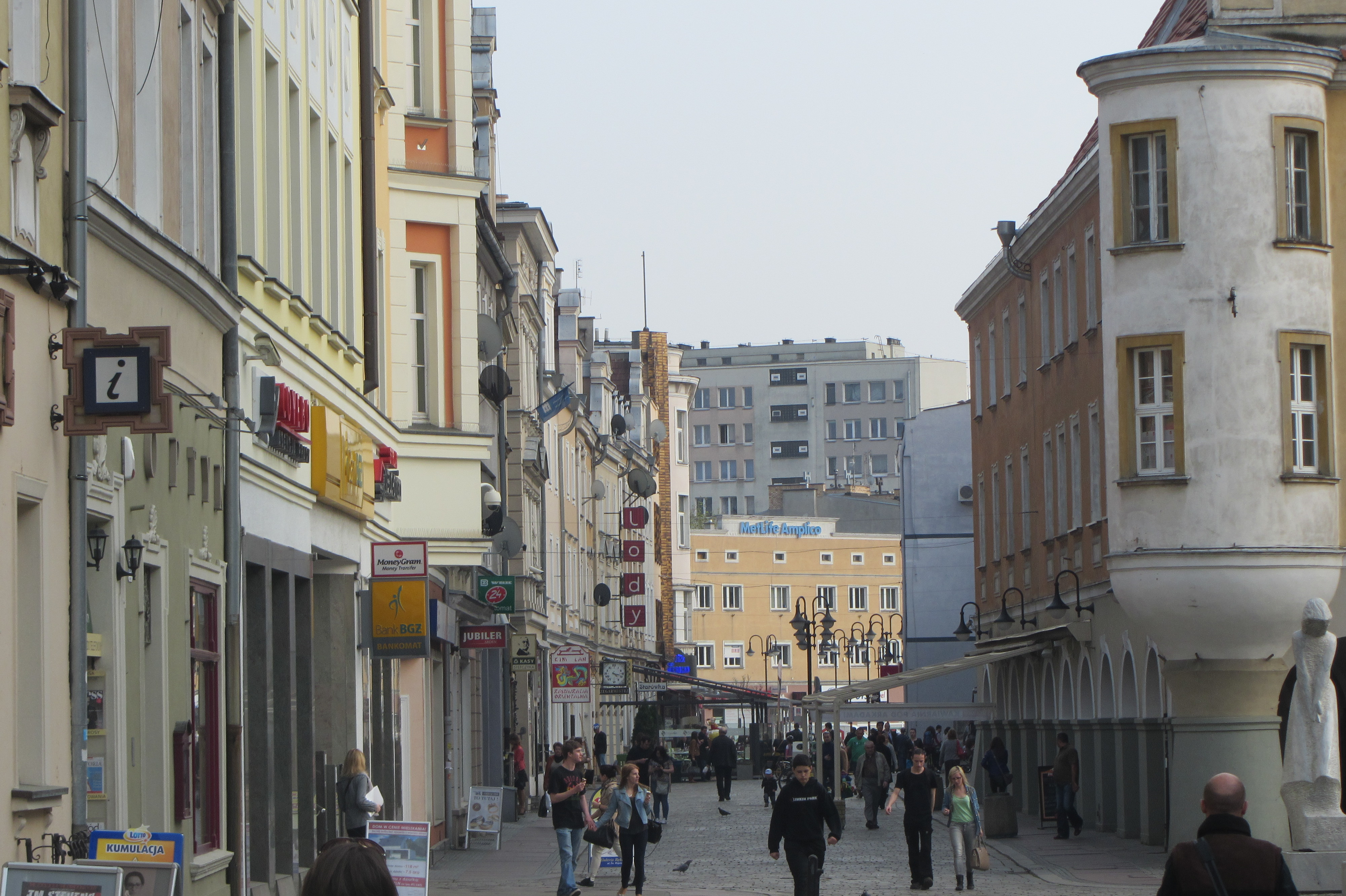
クラクフ通り
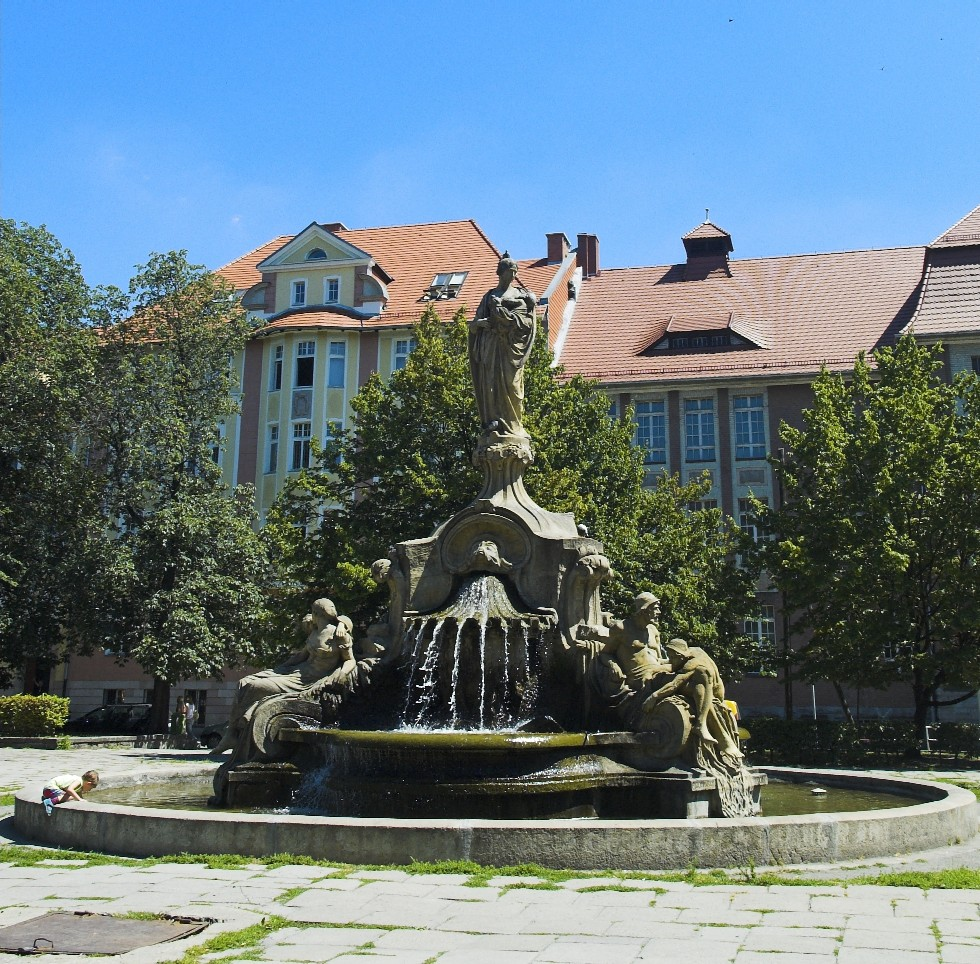
ダシンスキ広場
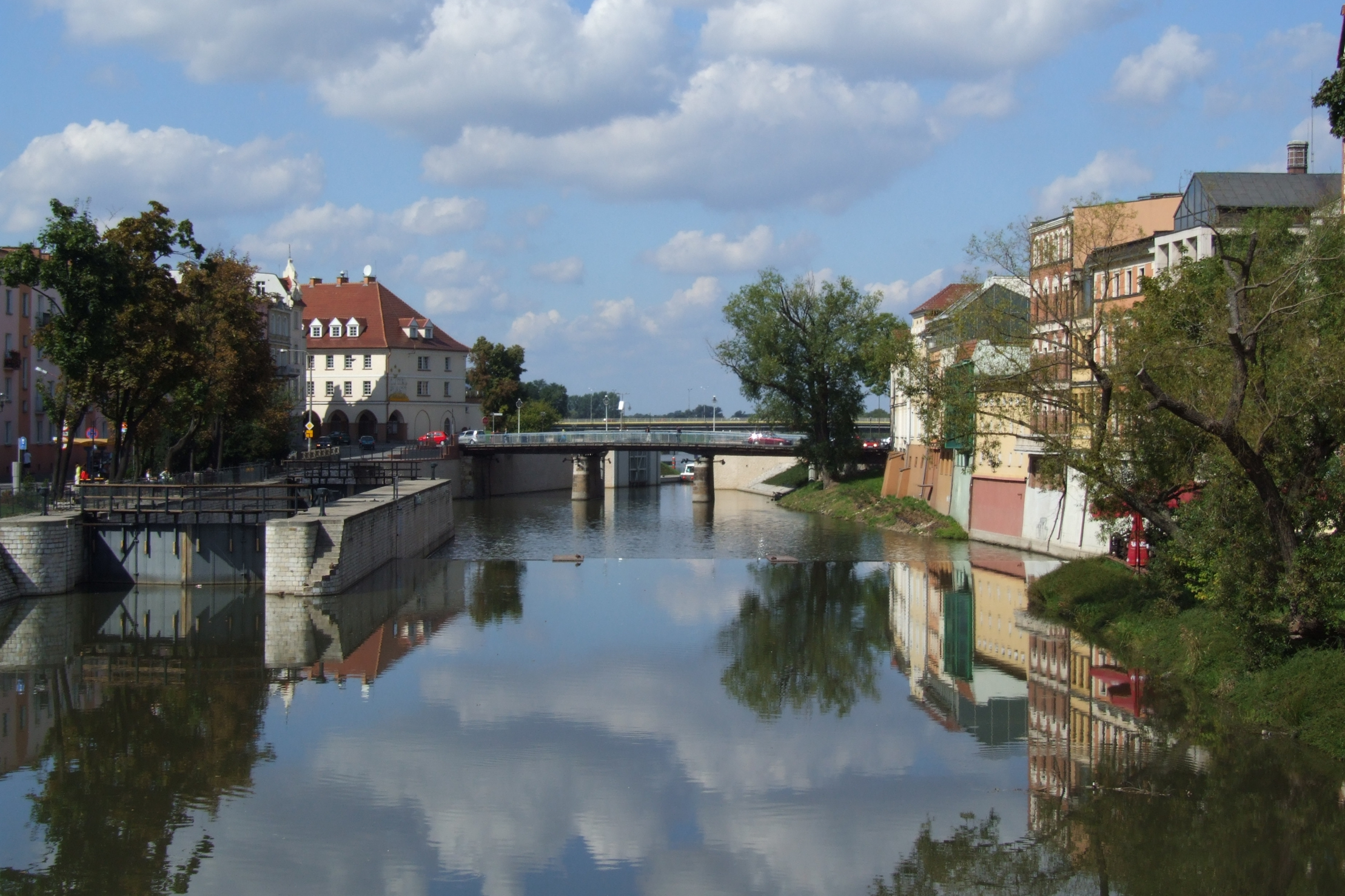
ムウィヌフカ運河
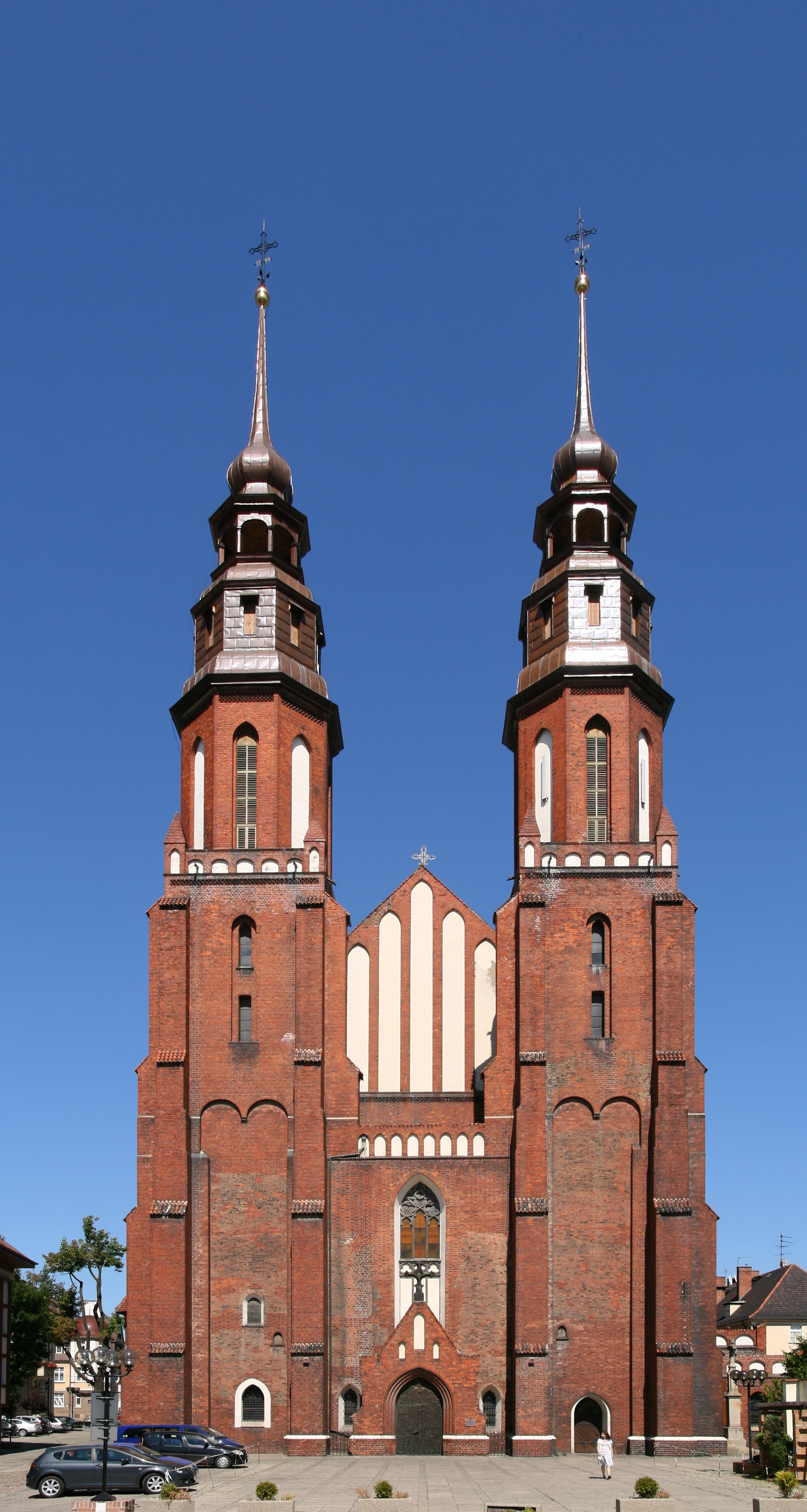
大聖堂
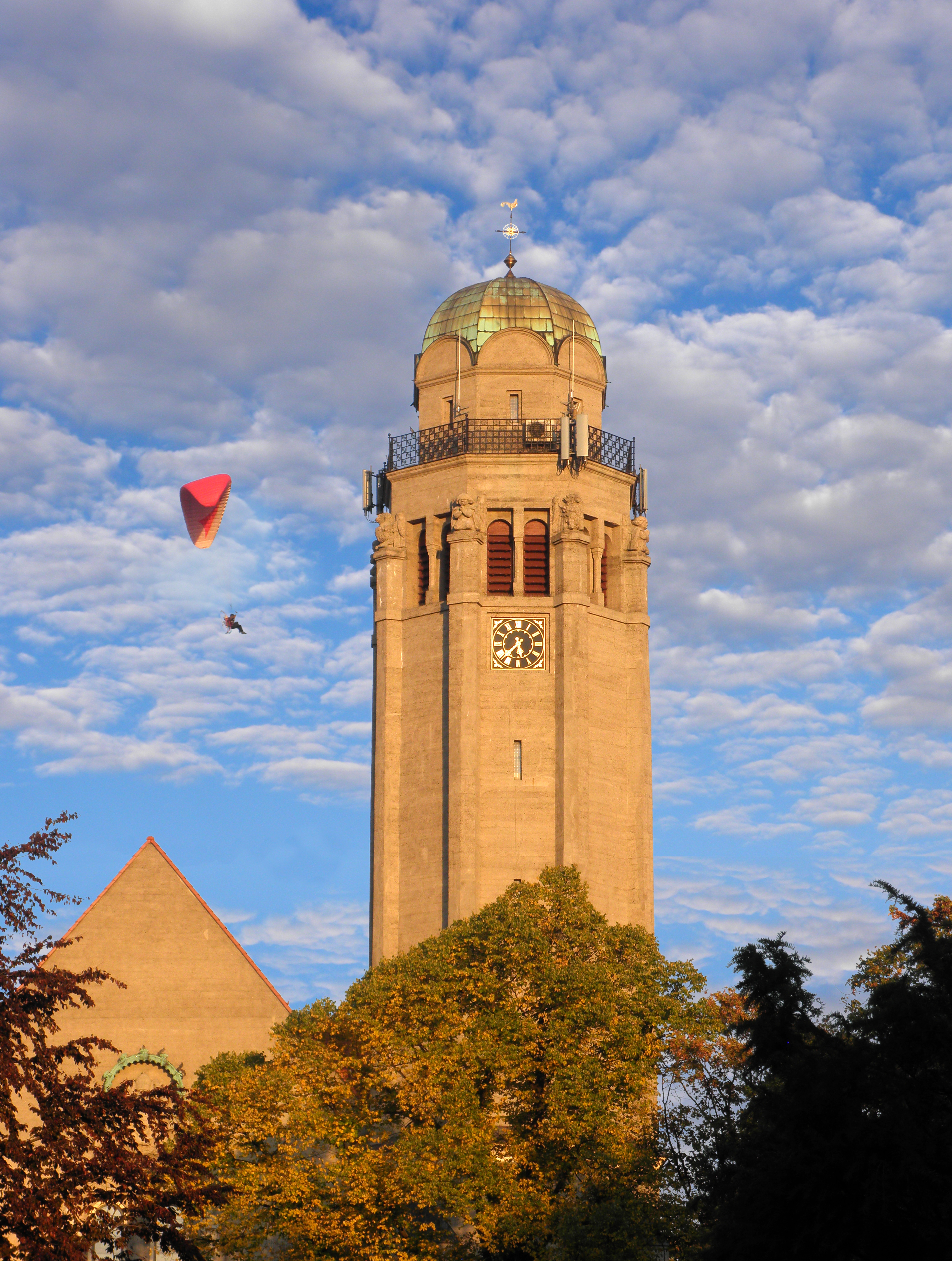
使徒ペトロとパウロの教会
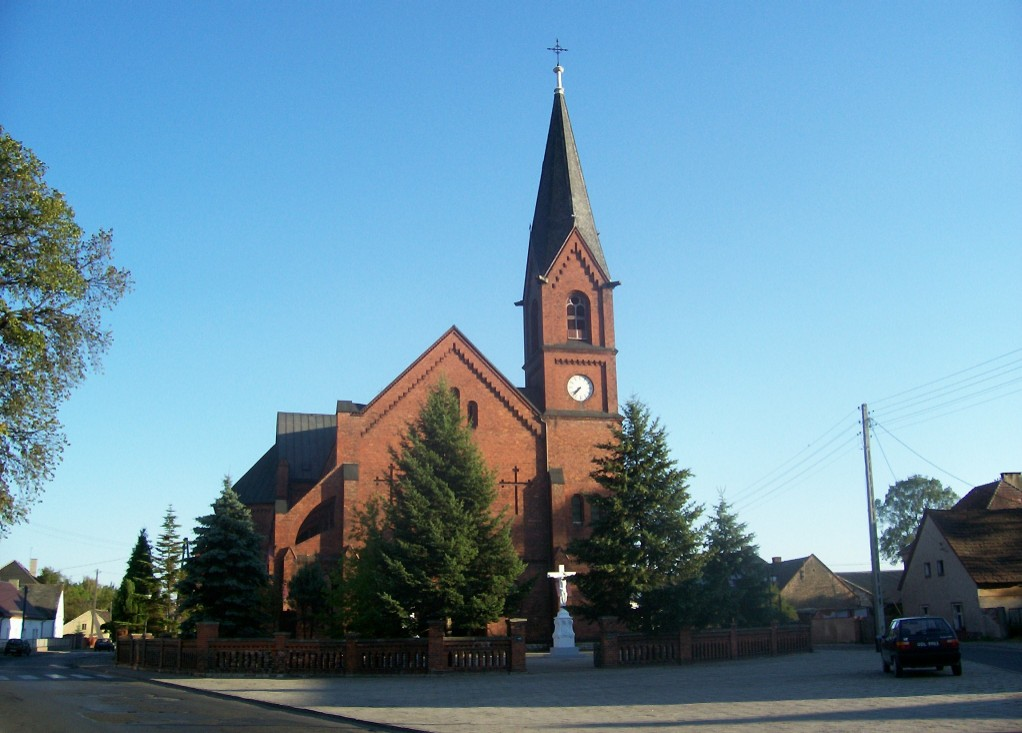
「アレクサンドリアの聖カタリナ」教会
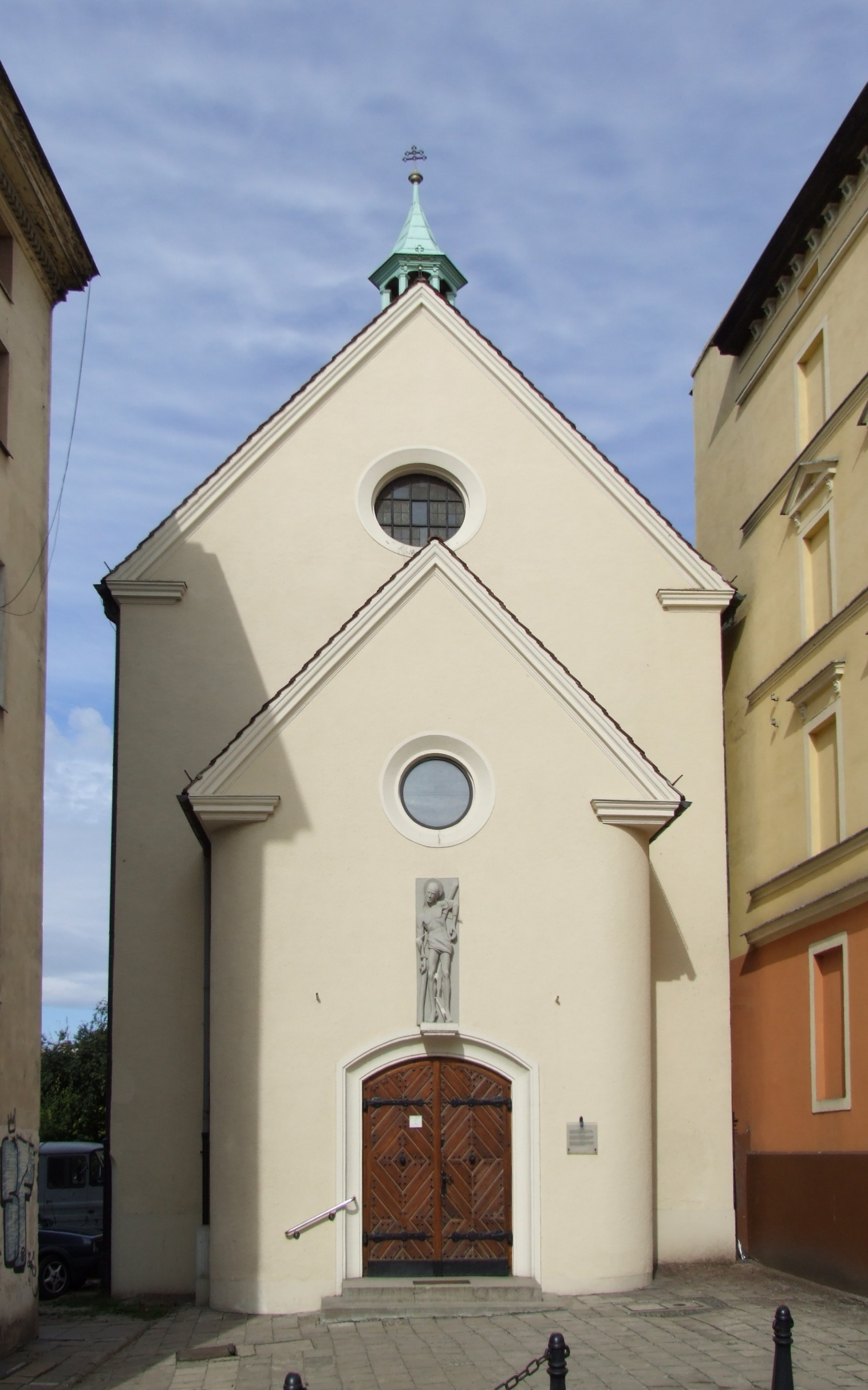
聖セバスティアヌス教会
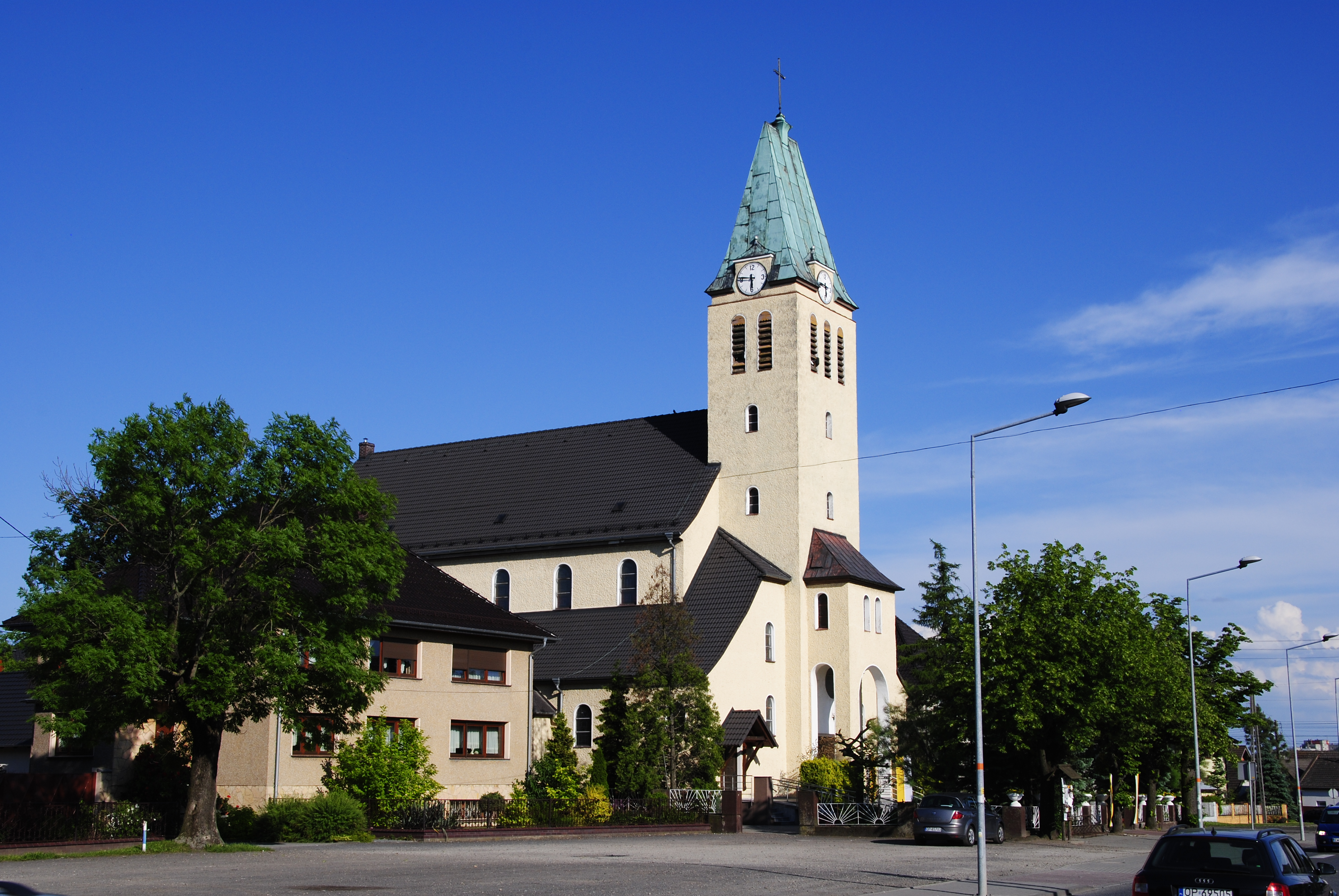
聖母被昇天教会
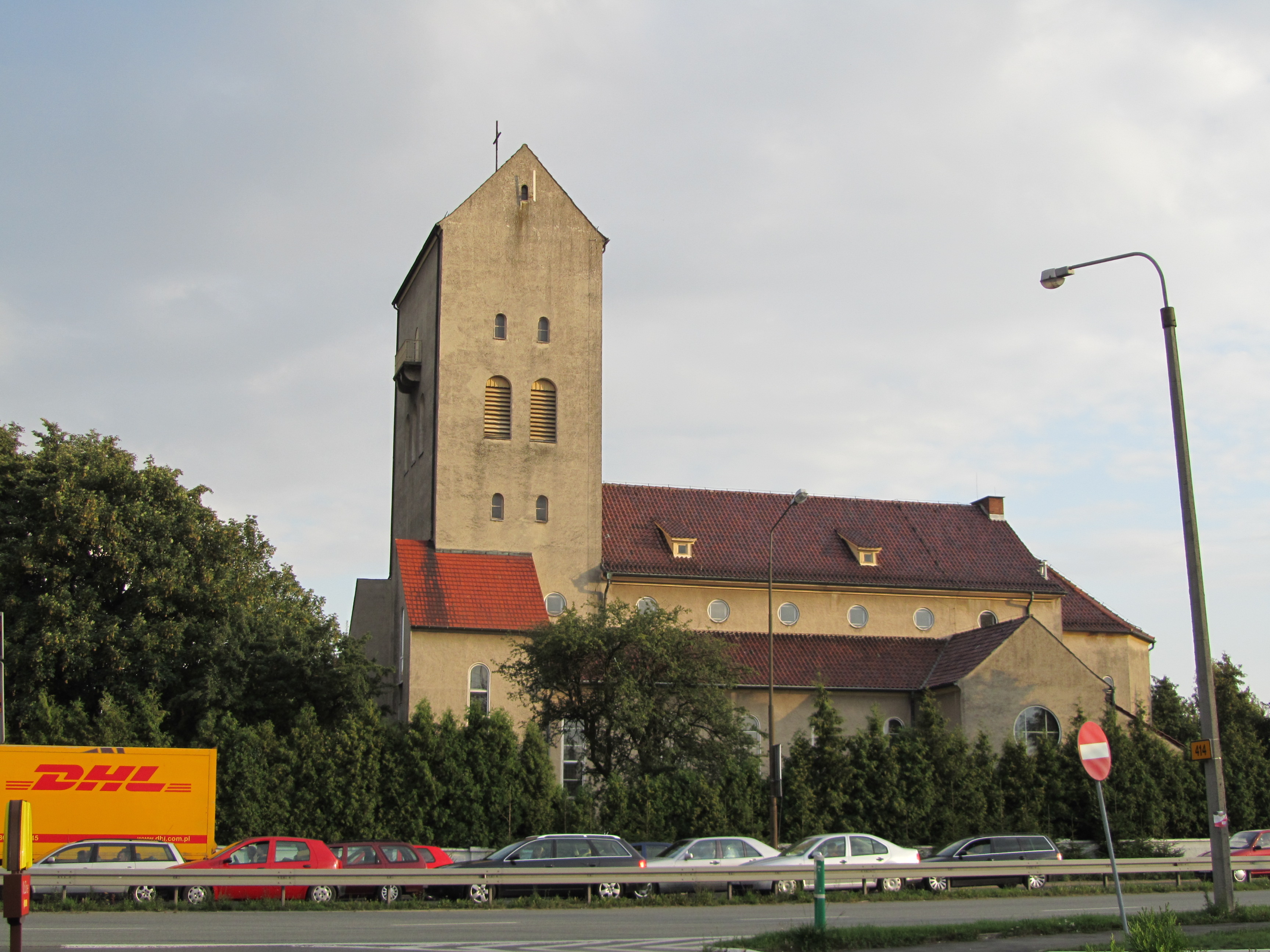
聖ミカエル教会
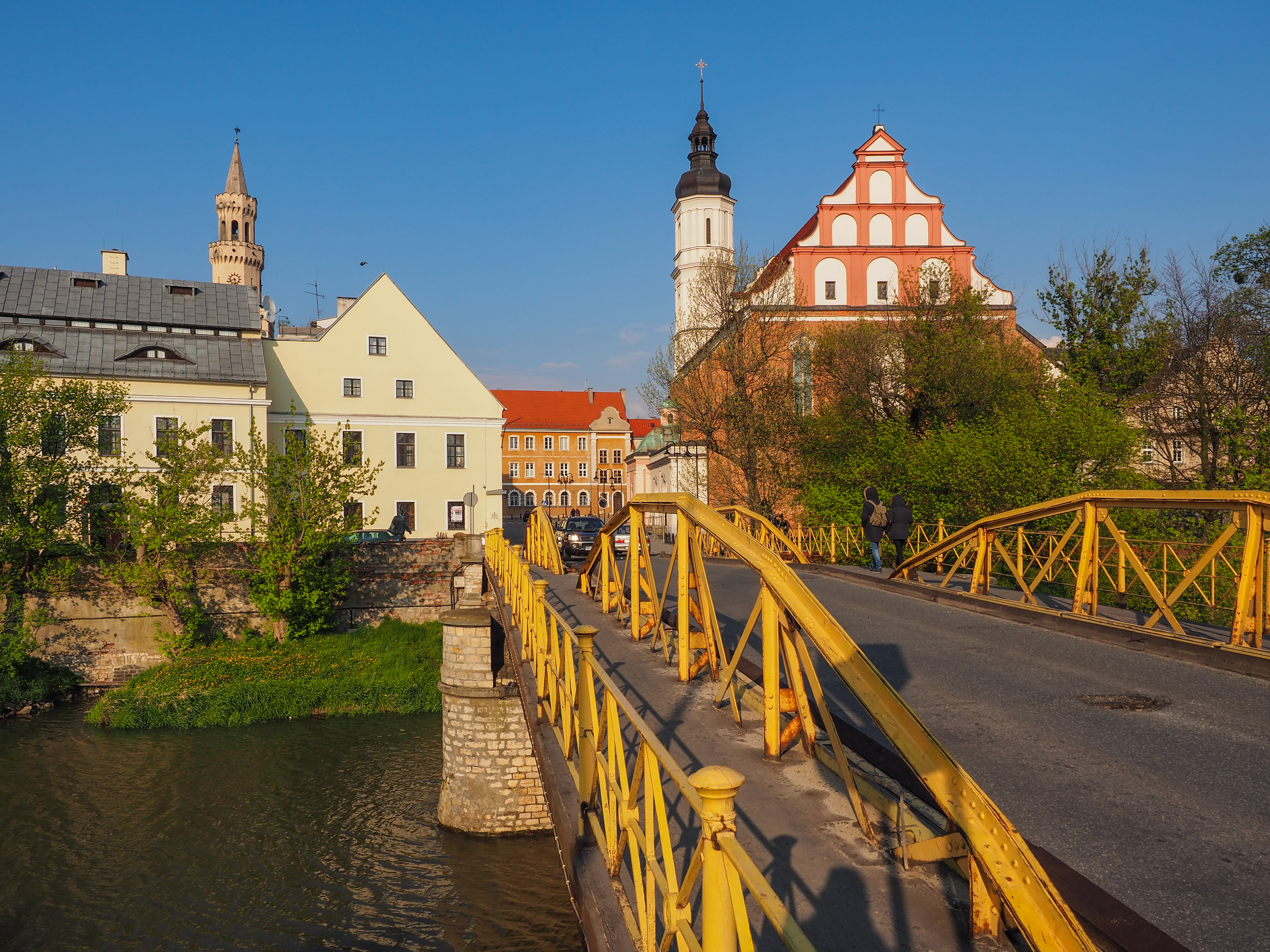
聖フランチェスコ教会とイエローブリッジ
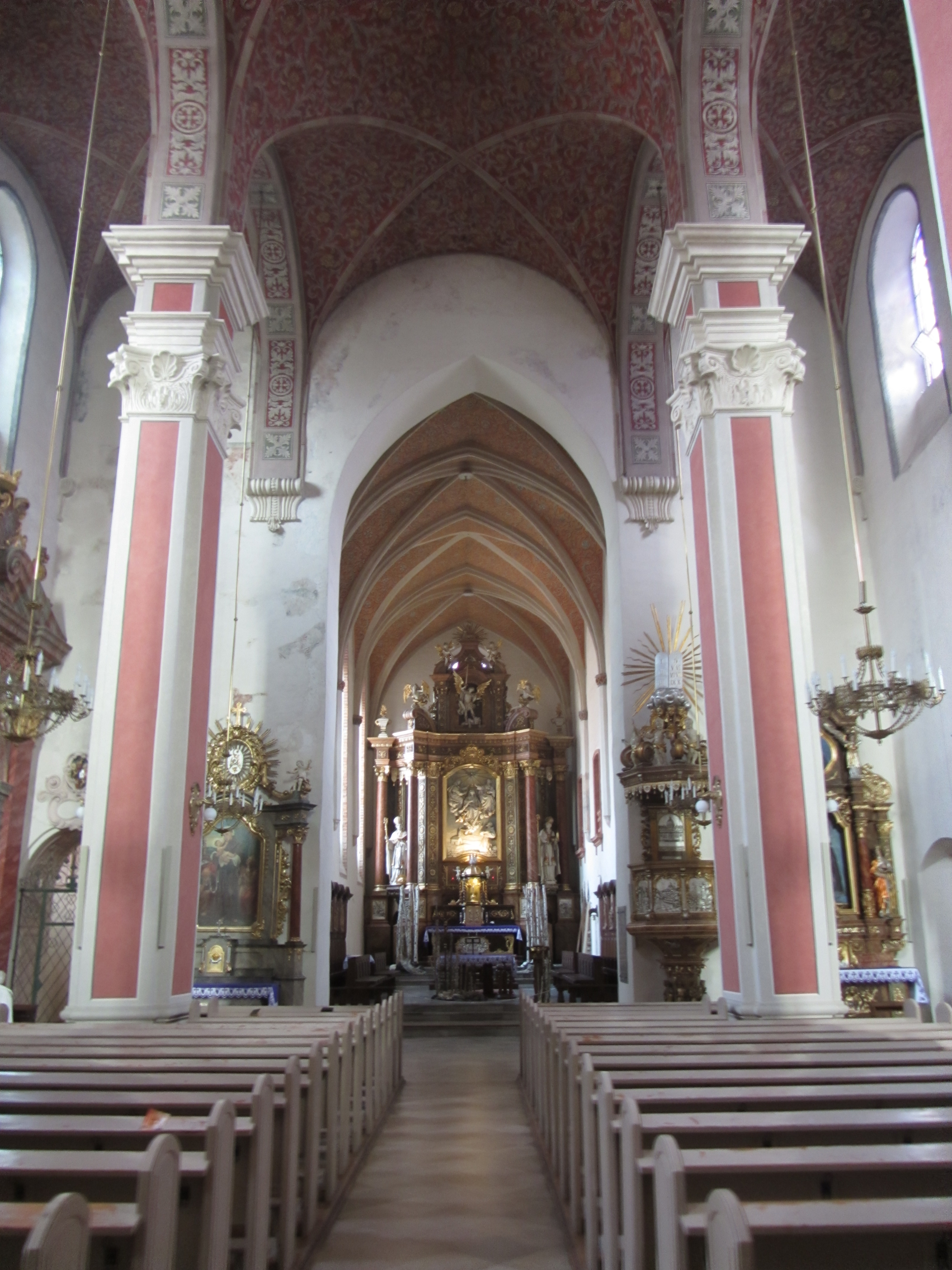
聖フランチェスコ教会